# This beautiful lie
This beautiful lie is een studioalbum van Like Wendy, dan een éénmansband van Bert Marien Heinen.

## Inleiding
Like Wendy kreeg in de jaren negentig enige bekendheid in de stroming neoprog. Na het album Endgame uit 2005 werd het stil. In 2018 kwam Heinen met een soort soloalbum onder de titel Panic room, waarna in 2021 het album The fisher werd uitgebracht. Panic room was een downloadalbum. Kennelijk bracht The fisher (cd) een vraag op gang naar dat werk. This beautiful lie bevat (deels) opnamen van Panic room, maar dan in een andere volgorde en aangevuld met nieuwe tracks, maar volgens de hoes nog steeds uit de periode 2007-2017. Het album blijkt volgens Progwereld een geheel ander album te zijn geworden dan de overige uitgebrachte albums; het omschrijft het album als symfopop, kruising tussen symfonische rock en mainstream popmuziek. Voorbeelden als U2, Coldplay en Talk Talk worden dan ook genoemd.

## Musici
- Bart Heinen – alle muziekinstrumenten

## Muziek
| Nr. | Titel                  | Duur  |
| --- | ---------------------- | ----- |
| 1.  | Deliver me             | 5:10  |
| 2.  | Panic room             | 4:19  |
| 3.  | One day                | 2:42  |
| 4.  | Anthem for a lost love | 3:53  |
| 5.  | Summer’s gone          | 3:39  |
| 6.  | Blinded                | 3:38  |
| 7.  | The slide              | 3:53  |
| 8.  | Hero                   | 3:54  |
| 9.  | The best for us        | 4:16  |
| 10. | Time to impact         | 2:57  |
| 11. | Colliding              | 3:48  |
| 12. | Shattered earth        | 14:07 |

The best for us voert terug op de echtscheiding van Heinen, Shatterd earth is een eerbetoon aan Mark Hollis van Talk Talk.